# ホジャーバード
ホジャーバード (ラテン文字:Khodjaobod, Khodjaabad, Xodjaabad、ウズベク語: Xo’jaobod / Хўжаобод、ロシア語: Ходжаабад はウズベキスタン・アンディジャン州の都市である。1981年に設立された。州都アンディジャンから南東に約25kmの地点にある。2010年の人口は18,231人、2012年の人口は18,709人となっている。フェルガナ盆地の中に位置し、アンディジャンからキルギスのオシまで続くアジアハイウェイのA373が通過している。街の主な産業は絹、綿などの縫製産業と、ワインやウォッカ製作などの食品産業となっている。